# Крутовка (приток Большого Тудера)
Крутовка — река в России, протекает по Холмскому району Новгородской области, исток находится в Андреапольском районе Тверской области. Устье реки находится в 35 км по левому берегу реки Большой Тудер. Длина реки составляет 37 км, площадь водосборного бассейна 244 км².

## Притоки
- Слева впадает Вальцовка[4]
- В 12 км от устья, по левому берегу реки впадает река Труверша[4].
- В 6 км от устья, по правому берегу реки впадает река Лужня.

## Населённые пункты
В Андеапольском районе на берегу водотока Крутов стоит деревня Пересыпница Бологовского сельского поселения.
Ниже в Холмском районе по берегам реки стоят деревни Морховского сельского поселения Соломница, Стехново, Подберезье, Белики и Приют.
Дальше река протекает по территории Тогодского сельского поселения (бывшего Находского сельского поселения), где по берегам Крутовки стоят деревни Авдунино, Высокое, Филино и Мамоново.

## Данные водного реестра
По данным государственного водного реестра России относится к Балтийскому бассейновому округу, водохозяйственный участок реки — Ловать и Пола, речной подбассейн реки — Волхов. Относится к речному бассейну реки Нева (включая бассейны рек Онежского и Ладожского озера).
Код объекта в государственном водном реестре — 01040200312102000023629.